# Râul Valea Vâjei
Râul Valea Vâjei este un curs de apă, afluent al râului Bădeni. 